# ECHDC2
ECHDC2 (англ. Enoyl-CoA hydratase domain containing 2) – білок, який кодується однойменним геном, розташованим у людей на 1-й хромосомі. Довжина поліпептидного ланцюга білка становить 292 амінокислот, а молекулярна маса — 31 126.
| 10         |  | 20         |  | 30         |  | 40         |  | 50         |
| ---------- |  | ---------- |  | ---------- |  | ---------- |  | ---------- |
| MLRVLCLLRP |  | WRPLRARGCA |  | SDGAAGGSEI |  | QVRALAGPDQ |  | GITEILMNRP |
| SARNALGNVF |  | VSELLETLAQ |  | LREDRQVRVL |  | LFRSGVKGVF |  | CAGADLKERE |
| QMSEAEVGVF |  | VQRLRGLMND |  | IAAFPAPTIA |  | AMDGFALGGG |  | LELALACDLR |
| VAASSAVMGL |  | IETTRGLLPG |  | AGGTQRLPRC |  | LGVALAKELI |  | FTGRRLSGTE |
| AHVLGLVNHA |  | VAQNEEGDAA |  | YQRARALAQE |  | ILPQAPIAVR |  | LGKVAIDRGT |
| EVDIASGMAI |  | EGMCYAQNIP |  | TRDRLEGMAA |  | FREKRTPKFV |  | GK         |

A: Аланін

C: Цистеїн

D: Аспарагінова кислота

E: Глутамінова кислота

F: Фенілаланін

G: Гліцин

H: Гістидин

I: Ізолейцин

K: Лізин

L: Лейцин

M: Метіонін

N: Аспарагін

P: Пролін

Q: Глутамін

R: Аргінін

S: Серин

T: Треонін

V: Валін

W: Триптофан

Кодований геном білок за функцією належить до ліаз. 
Задіяний у таких біологічних процесах, як метаболізм жирних кислот, метаболізм ліпідів, ацетилювання, альтернативний сплайсинг. 
Локалізований у мітохондрії.